# Suzuki Takayuki (1973)
Takayuki Suzuki (sinh ngày 4 tháng 10 năm 1973) là một cầu thủ bóng đá người Nhật Bản.

## Sự nghiệp câu lạc bộ
Takayuki Suzuki đã từng chơi cho FC Tokyo.